# U Černé věže
U Černé věže je ulice v městské památkové rezervaci České Budějovice.

## Popis
Ulice U Černé věže (lidově Šternekova) propojuje rušnou ulici Na Sadech s historickým centrem města. Křižuje českobudějovické sady, Mlýnskou stoku a ulice Na Mlýnské stoce, Hradební a Hroznová.

## Historie
Související informace naleznete také v článku Historické názvy ulic a náměstí Českých Budějovic.

### Historické názvy

#### Úsek od Mlýnské stoky ke křižovatce s Hroznovou ulicí (do roku 1875)
- před koncem 14. století – Židovská (německy Judengasse, latinsky vicus iudeorum)
- začátkem 16. století – Markétská nebo Svatomarkétská (německy Margaretengasse nebo Sankt Margaretengasse)

- od 2. poloviny 16. století do roku 1875 – Židovská (německy Judengasse)[1]

#### Úsek od Hroznové ulice k náměstí (do roku 1875)
Úsek od Hroznové ulice k náměstí se nazval Mikulášská (německy Nicolaigasse)

#### Názvy ulice po roce 1875
- V roce 1875 bylo rozhodnuto, že celá ulice se bude jmenovat Sterneckova (hovorově Šternekova) na památku českobudějovického purkmistra Františka Daublebského ze Sternecku (1750–1815)[1]
- od června 1945 se ulice jmenovala Obchodní
- od listopadu 1946 se ulice jmenovala UNRRA
- od dubna 1950 – Stalingradská
- od roku 1963 – Václava Kopeckého
- od června 1968 –. J. V. Jirsíka
- od června 1974 – U Černé věže[1]

### Historie dopravy
V letech 1949 až 1969 jezdily touto ulicí trolejbusy. Po rozhodnutí, že v Krajinské ulici bude pěší zóna (80. léta 20. století), se dopravní provoz z Krajinské ulice, částečně přesunul do ulice U Černé věže. Ulice je jednosměrná.

## Pamětihodnosti
Související informace naleznete také v článku Seznam kulturních památek v Českých Budějovicích (centrum).
V ulici U Černé věže je 9 kulturních památek, zejména:
- Černá věž
- Katedrála svatého Mikuláše
- Wortnerův dům

## Osobnosti
- Franz Schuselka (1811–1886), publicista a politik německé národnosti, během revolučního roku 1848 poslanec Říšského sněmu; představitel liberální levice a jeden z předáků německého národního hnutí v českých zemích., narodil se v domě U Černé věže č. 303/11.[4]